# 경기도 소방재난본부
경기도 소방재난본부(京畿道 消防災難本部, Gyeonggi Fire and Disaster Headquarters)는 경기도에서 필요로하는 소방, 방재의 업무를 담당하기 위해 경기도지사의 소속으로 설치된 기관이다.
본부장은 소방정감으로 보한다.

## 연혁
- 1946년 4월 경기도 소방위원회 설치
- 1946년 8월 경기도 소방청 설치
- 1948년 9월 경기도 소방청 폐지, 경기도 경찰국에 흡수
- 1975년 11월 경기도 민방위국 소방과 설치
- 1981년 10월 인천직할시 승격으로 소방관할 변경
- 1991년 12월 소방업무를 기초자치업무에서 광역자치업무로 변경
- 1992년 4월 경기도 소방본부 설치
- 1997년 6월 소방항공대, 소방학교 설치
- 1998년 9월 경기도 소방재난본부로 변경
- 2006년 9월 경기도 제2소방재난본부 설치
- 2014년 9월 경기도 재난안전본부로 변경
- 2018년 10월 경기도 소방재난본부로 변경

### 역대 본부장
| 대수     | 이름   | 임기                                |
| -------- | ------ | ----------------------------------- |
| 1대      | 최재홍 | 1992년 4월 10일 ~ 1994년 3월 30일   |
| 2대      | 고재모 | 1993년 7월 23일 ~ 1994년 3월 31일   |
| 3대      | 홍순구 | 1994년 4월 1일 ~ 1996년 6월 4일     |
| 4대      | 김광수 | 1996년 6월 5일 ~ 1999년 4월 7일     |
| 5대      | 이범진 | 1999년 4월 8일 ~ 2001년 2월 13일    |
| 6대      | 한기성 | 2001년 2월 14일 ~2002년 5월 19일    |
| 7대      | 박용호 | 2002년 5월 20일 ~ 2004년 1월 12일   |
| 8대      | 박권섭 | 2004년 1월 13일 ~ 2004년 12월 31일  |
| 9대      | 제진주 | 2005년 1월 24일 ~ 2006년 3월 7일    |
| 10대     | 김한용 | 2006년 3월 8일 ~ 2007년 2월 12일    |
| 11대     | 최진종 | 2007년 2월 13일 ~ 2009년 1월 1일    |
| 12대     | 최웅길 | 2009년 1월 2일 ~ 2009년 11월 5일    |
| 13대     | 변상호 | 2009년 11월 6일 ~ 2011년 4월 27일   |
| 14대     | 이양형 | 2011년 4월 28일 ~ 2015년 5월 31일   |
| 15대     | 강태석 | 2015년 6월 1일 ~ 2017년 7월 25일    |
| 16대     | 이재열 | 2017년 7월 26일 ~ 2019년 1월 3일    |
| 17대     | 이형철 | 2019년 1월 4일 ~ 2020년 12월 15일   |
| 18대     | 이상규 | 2020년 12월 25일 ~ 2021년 12월 21일 |
| 19대     | 최병일 | 2021년 12월 22일 ~ 2022년 6월 28일  |
| 20대     | 남화영 | 2022년 7월 18일 ~ 2022년 10월 21일  |
| 직무대리 | 조선호 | 2022년 10월 25일 ~ 2022년 12월 31일 |
| 21대     | 조선호 | 2023년 1월 1일 ~ 2025년 3월 11일    |
| 22대     | 김재병 | 2025년 3월 12일 ~                   |

## 조직
| - 소방행정과 - 재난예방과 - 재난대응과 | - 구조구급과 - 소방감사과 - 119종합상황실 | - 인사담당관 - 생활안전담당관 - 회계장비담당관 |

## 주요 업무

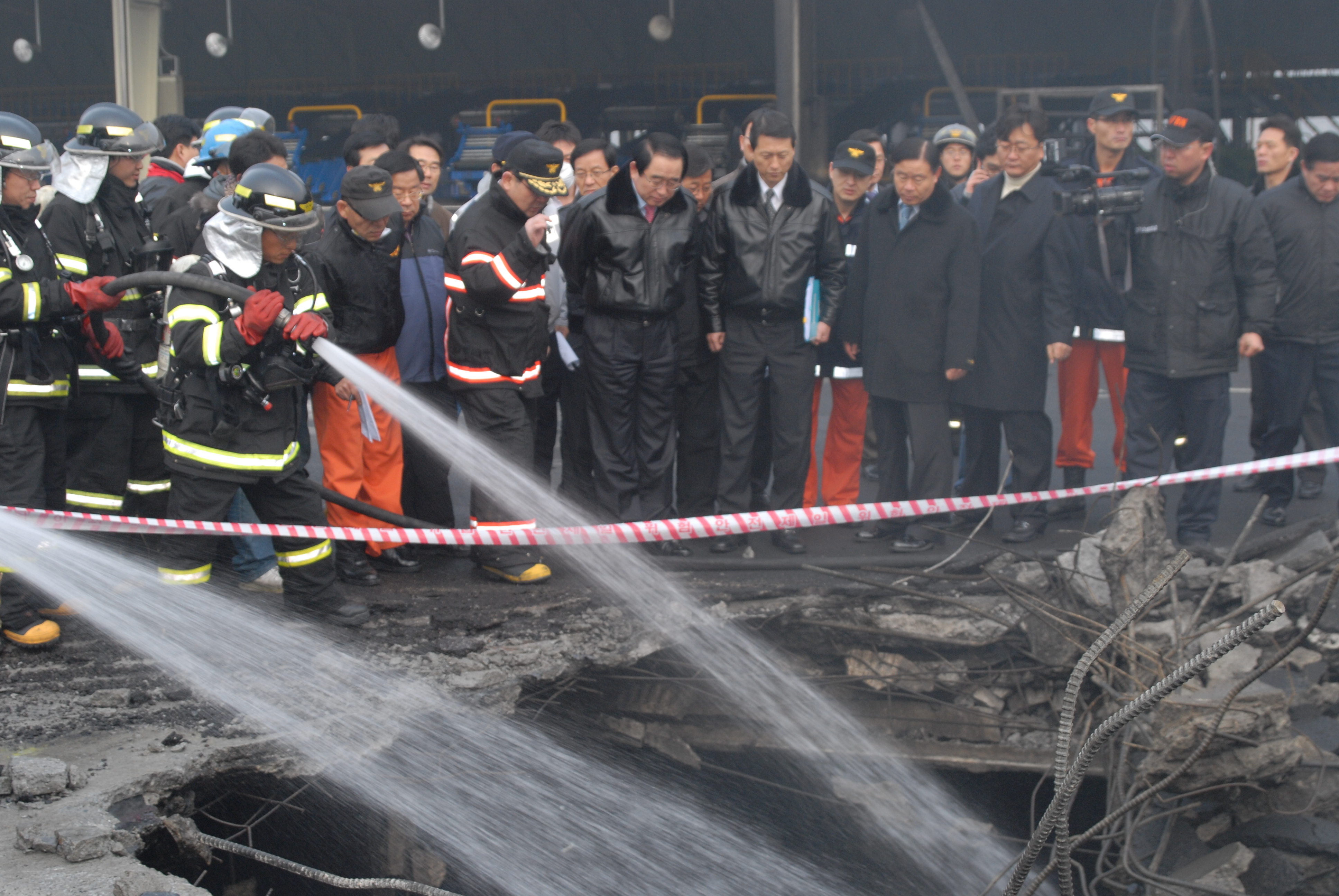
2008년 이천 냉동창고 화재

### 소방행정과
- 소방행정, 정책기획, 소방예산, 보건안전복지

### 화재예방과
- 화재예방, 위험물안전, 화재안전조사, 소방사법

### 재난대응과
- 대응총괄, 긴급대응, 화재조사, 재난협력

### 구조구급과
- 구조총괄, 구급총괄, 구급품질, 특수재난대책

### 소방감사과
- 공직기강, 소방감사, 청렴법무, 감찰조사

### 119종합상황실
- 상황관리지원, 재난정보기획,정보통신관리, 정보통신보안, 재난정보분석

### 인사담당관
- 소방조직, 인사정책, 인사관리, 인재선발

### 생활안전담당관
- 생활안전, 도민안전지원, 안전교육, 언론공보

### 회계장비담당관
- 회계운영, 계약관리, 소방자산관리, 장비관리, 소방건축

## 산하기관
동·서·남·북부 지역으로 나누어 지역별 출동체제를 구축하고 있으며, 동부지역은 본부 소방행정과장, 서부지역은 구조구급과장, 남부지역은 재난대응과장, 북부지역은 북부소방재난본부장이 지역현장지휘본부장을 겸한다.
산하기관
- 경기도소방학교, 경기도국민안전체험관, 경기도특수대응단
| 동부지역 - 성남소방서 - 성남분당소방서 - 이천소방서 - 광주소방서 - 하남소방서 - 여주소방서 - 양평소방서 | 서부지역 - 부천소방서 - 안양소방서 - 안산소방서 - 광명소방서 - 시흥소방서 - 군포소방서 - 김포소방서 - 의왕소방서 - 과천소방서 | 남부지역 - 수원소방서 - 수원남부소방서 - 용인소방서 - 용인서부소방서 - 평택소방서 - 평택송탄소방서 - 안성소방서 - 오산소방서 - 화성소방서 | 북부지역 - 고양소방서 - 고양일산소방서 - 의정부소방서 - 남양주소방서 - 파주소방서 - 구리소방서 - 포천소방서 - 동두천소방서 - 양주소방서 - 연천소방서 - 가평소방서 |

## 같이 보기
- 대한민국 소방청
- 대한민국의 소방
- 대한민국 소방공무원